# گاردن ریج (تگزاس)
گاردن ریج، تگزاس(به انگلیسی: Garden Ridge, Texas) شهری در ایالت تگزاس از ایالات جنوبی ایالات متحده آمریکا است. در سرشماری سال ۲۰۰۰، جمعیت این شهر ۱۸۸۲ نفر اعلام شد.